# 징루이쉐
징루이쉐(중국어: 景瑞雪, 병음: Jǐng Ruìxuě, 한자음: 경서설, 1988년 7월 4일~)는 중화인민공화국의 레슬링 선수이다. 2012년 하계 올림픽에서 여자 자유형 미들급 은메달을 획득했으며 세계 선수권 대회에서 금메달 2개, 은메달 1개, 동메달 1개를 획득했다. 